# Foire internationale du livre de Ouagadougou
La Foire Internationale du Livre  de Ouagadougou, en abrégé FILO, est une initiative du gouvernement  burkinabè  lancée en 2000 qui a pour objectif de promouvoir la lecture et des livres. La dix-septième édition de la foire s'est tenue en novembre 2023.

## Histoire
La FILO est une initiative de trois structures dans les années 1990 qui, dans le souci de promouvoir le livre et la lecture au Burkina Faso, ont mené des réflexions. Ces strucutures sont le ministère de la Culture, la Coopération française et l'Association des éditeurs du Burkina Faso (ASSEDIF). 

### Édition 2000
L'idée sera soumise au public lors de la semaine nationale de la culture (SNC) à Bobo Dioulasso en mars 2000 par le ministre de la culture, Mahamadou Ouédraogo. Quelques mois plus tard, la première édition de la foire internationale du livre voit le jour. Elle s'est tenue du 21 au 25 novembre 2000 à l'hôtel Indépendance à Ouagadougou sous le thème "édition et industrie du livre". Cette première édition a connu la participation de plusieurs ministères burkinabè et d'auteurs tels que Cheick Amidou Kane. 

### Édition 2001
La seconde édition a eu lieu par la suite du 24 au 29 novembre 2001 sous le thème "Livre et développement". Cette édition se différencie de la première par une accentuation de la littérature destinée à la jeunesse, l'organisation de conférences et de panels, et de rencontres entre auteurs et élèves sont créés. Une journée est même consacrée à l'édition universitaire et à la recherche. Bernard B Dadié de la Côte-d'Ivoire et Olympe Bhêly-Quenum du Bénin ont été les écrivains invités d'honneurs.  

### Édition 2002
La troisième édition de la FILO s'est tenue du 23 au 29 novembre 2002 sous le thème: "L'enfant et la lecture" . Cette édition connait la participation d'éditeurs venus de divers pays tels que la Tunisie avec Noureddine Ben Khedher, le Canada. La foire passe alors de 7500 visites environ lors de sa deuxième édition à plus de 13500 visiteurs dont 3500 visites guidées à l'espace enfant, 33 exposants.  

### Édition 2004
La quatrième édition de la FILO s'est déroulée du 22 novembre au 27 novembre 2004 sous le thème: "Livre et éducation".   

### Édition 2005
La cinquième édition s'est tenue du 17 au 23 novembre 2005. Cette édition connait des évènements majeurs: la délocalisation du site de l'Hôtel indépendance à la Maison du peuple de Ouagadougou pour raisons de rénovation; et sa tenue précédant le Xè sommet des chefs d’État de la francophonie; et la remise d'un prix littéraire des cinq continents. Ces évènement donne un coup de pouce important à la foire.    

### Édition 2006
La sixième édition s'est tenue du 23 au 28 novembre 2006 sous le thème "Littérature burkinabè: bilan et perspectives". Elle s'est tenue à la maison du peuple. Un hommage particulier a été rendu à Léopold Sédar Senghor au cours de cette édition.    

### Édition 2007
La septième édition s'est déroulée du 22 a 27 novembre 2007. Cette année-là, la foire s'est tenue dans les locaux de sa première édition, l'Hôtel Indépendance, devenu Azalai hôtel. Le thème retenu était: "Littérature de jeunesse". Des ateliers d'écriture pour enfants sont organisés pour la première fois et trois titres sont édités avec l'appui de la coopération française.    

### Édition 2008
La huitième édition a eu lieu du 18 au 24 novembre 2008 sous la thématique "Rémanence de l'Afrique dans la littérature antillaise et caribéenne" dans l'enceinte du Salon international de l'artisanat de Ouagadougou. Un hommage est rendu au poète antillais Aimé Césaire et à madame Sylvia Serbin marraine de la foire. Sept auteurs ont même été décorés (Jacques Prospère Bazié, Jean Pierre Guingané, Amidou Achille Bourou, Irène Tassembedo, Jacqueline Ki Zerbo, Abzèta Sana alias Adissa Sanoussi) dont un à titre posthume (Aimé Césaire).    

### Édition 2009
La neuvième édition s'est tenue du 26 au 30 novembre 2009 sous le thème "Littérature africaine au 21e siècle". Le parrain de la cérémonie était le Guinéen Tierno Monenembo. Il fait partie des auteurs décorés de cette édition. Le ministre de la culture de l'époque monsieur Phillipe Savadogo préconise que dans chaque édition une vitrine spéciale soit consacrée à l'édition et à la culture d'un pays africain.    

### Édition 2010
La dixième édition le foire internationale du livre est rebaptisée SILO: salon international du livre de Ouagadougou. Ce nom ne connait pas un succès et s'arrête donc à cette année. Cette édition s'est tenue du 18 au 23 décembre 2010 sous le thème "Introduction des productions littéraires burkinabè dans les programmes d'enseignement: état des lieux et perspectives". Le pays invité d'honneur est le Maroc, Henri Lopes est l'invité d'honneur et Pierre Claver Ilboudo le parrain de la cérémonie.        

### Édition 2012
La onzième édition s'est tenue du 14 au 18 décembre 2012 sous le thème "Livre, lecture publique et défis de développement" avec comme pays invité d'honneur la Côte d'Ivoire. Un hommage est rendu à Jean Pierre Guingané. Le parrain de la cérémonie est Karim Koné et l'écrivain invité d'honneur est Bernadette Sanou Dao.        

### Édition 2013
La douzième édition s'est tenue sous le parrainage du Ministre de l'enseignement secondaire et supérieure (MESS) et du Ministre de l'éducation nationale (MENA) du 26 au 30 novembre 2013. Le thème de la FILO est "Edition et diffusion du livre scolaire au Burkina Faso: état des lieux et perspectives". Un hommage est rendu à Chinua Achebe. L'écrivain invité d'honneur est Maître Titinga Frédéric Pacéré. À l'issue de cette édition, un protocole est signé entre le MENA, le MESS, le Ministère de la culture et du tourisme et le Ministère de l'innovation et de la recherche qui sont chargés désormais d'organiser conjointement la FILO tous les deux ans.        

### Édition 2015
La treizième édition s'est déroulé du 26 au 29 novembre 2015 sous le parrainage du Ministre Mahamadou Ouédraogo. La FILO se tient alors sous le thème "Place des acteurs nationaux du livre dans l'organisation de la foire". Jacques Guegané est retenu comme écrivain invité d'honneur. Le grand prix littéraire du FILO et des prix spéciaux sont créés. C'est Elise Coulibali/Ouattara qui remporte le Grand prix littéraire de la FILO d'une valeur de 1 000 000 Fcfa. Hamadou Katagba remporte le deuxième prix ainsi que le prix UNESCO avec son roman Cœur de femme. Aristide Soré remporte le troisième prix avec son roman Descente aux enfers et Frédéric de Sion le quatrième prix avec son roman Dormez parents.        

### Édition 2017
La quatorzième édition s'est tenue du 23 au 26 novembre 2017 sous le thème "Livre et lecture dans le cadre familial". Neuf œuvres de l'édition passée ont été éditées et neuf nouvelles œuvres seront éditées. il n'y a pas eu de grand prix littéraire du FILO pour cette édition mais des prix spéciaux ont été décernés: la catégorie du meilleur imprimeur est décernée par le MENA à "Impri color" et la catégorie du meilleur éditeur est décernée à l'éditeur "l'Harmattan Burkina";  un troisième prix spécial décerné par la mairie de Ouagadougou a récompensé Mahamadou Beloum pour son œuvre le transfert de compétences.                 

### Édition 2019
La quinzième édition s'est tenue du 21 au 24 novembre 2019 sous le thème "Littérature et promotion de la paix et de la sécurité". Monique Ilboudo est retenue comme l'écrivain invité d'honneur. Le grand prix littéraire est décerné à Angelina Marie Laurentine Kankyono/Ky avec son œuvre Lucia ou le bout du Tunnel. Cette édition connait aussi l'introduction des olympiades littéraires qui récompensent et encouragent les élèves. Marie Reine Damani, élève en classe de terminale A au lycée provincial Mollo Sanou, remporte le prix. Un hommage est rendu à l'écrivaine Tall Rosalie Adama.                   

### Édition 2021
La seizième édition s'est déroulée du 25 au 28 novembre 2021 sous le thème "Edition et marché du livre au Burkina Faso: enjeux, défis et perspectives". Le grand prix littéraire est remporté par Sophie Eidi Kam avec son œuvre Mémoire vivante. Orakiatou Barro remporte le prix spécial littéraire et Koula Emmanuel le prix spécial de la mairie de Ouagadougou. Les olympiades littéraires sont remportées par Kadiogo Fadila Traoré, élève aux Prytanée militaire du Kadiogo.                 

### Édition 2023
La dix-septième édition s'est tenue du 23 au 26 novembre 2023 sous le thème: "Les opportunités du numérique pour le développement de l'industrie du livre au Burkina Faso". Le fonds de développement culturel et touristique a octroyé deux prix spéciaux dans les genres théâtre et conte. Les auteurs Sophie Eidi Kam remporte le prix spécial dans le genre théâtre avec son œuvre Du caviar pour un lapin et Riyalonaaba Albert Wedraogo avec son conte zamaana vuii yeela, dans la catégorie conte. Christine Zorma, Bertille Norma, Mariam Ganamé, Sam Irvane, Faozia Kébré sont récompensés dans la catégorie des olympiades littéraires.                  

## Dates clés
Mars 2000: Publication de l'idée de la création du FILO lors de la semaine nationale de la culture. 
21 au 25 Novembre 2000: organisation de la première édition du FILO
24 au 29 Novembre 2001: organisation de la deuxième édition du FILO, mise à l'accent sur les jeunes et organisation d'une journée consacrée à l'édition universitaire et à la recherche et participation d'éditeurs venues des pays de l'UEMOA
17 au 23 Novembre 2005: délocalisation du site à la maison du peuple et participation au grand prix des cinq continents 
22 au 27 novembre 2007: tenue d'atelier d'écriture pour enfants pour la première fois à la foire. 
18 au 24 novembre 2008: l'enceinte du SIAO est retenu pour abriter la foire; des auteurs et Hommes de lettres sont décorés 
18 au 23 décembre 2010: changement du FILO en SILO 
26 au 30 novembre 2013: la foire devient biennal, des ministères burkinabè sont chargés désormais de son organisation. 
26 au 29 novembre 2015: création du grand prix littéraire du FILO 
21 au 24 novembre 2019: création des olympiades littéraires est un prix destiné aux élèves des établissements d'enseignement secondaire public et privé des villes de Ouagadougou et de Bobo Dioulasso 